# Какрыбашево
Какрыбашево (баш. Кәкребаш) — село в Туймазинском районе Башкортостана, административный центр Какрыбашевского сельсовета.

## Географическое положение
Расстояние до:
- районного центра (Туймазы): 12 км,
- ближайшей ж/д станции (Туймазы): 12 км.

## История
Название происходит от названия горы Кәкребаш (кәкре ‘кривая’ и термина баш ‘вершина’), по другим данным, с именем башкира-вотчинника Кыр-Еланской волости Какырбаша. Деревня сначала называлась Какырбашево, затем её название изменилось на Какрыбашево. Какырбаш известен тем, что в 1721 г. сопротивлялся возвращению беглых крестьян. В инструкции Сената, данной полковнику князю И. Б. Головкину, посланному к башкирам для возвращения беглых крестьян, было написано следующее: «Казанския татары и иных разных городов Казанской губернии ясашные люди и полонные живут в бегах на Уфе, да многие служилые люди мурзы и татары живут домами своими в укрывательстве, императорскому величеству не служат и рублевых денег не платят.
Башкирцы де их беглецов и приняли, и от того де учинилось его и в казне недобор в денежном 160000 Рублев, а в хлебном — 180000 батманов». Достойны внимания и следующие строки: «да из беглецов же, которые пришли меньше 10 лет происком своим, назвав их башкирские земли своими землями, и взяв у губернаторов указ, живут, поселясь деревнями, на их землях, чтоб их с протчими беглецами выслать на прежние жилища». Однако сыскным правительственным отрядам башкиры оказали сопротивление: «стали быть противны и беглецов не отдают».
Среди башкир, оказавших «противности», был и кыр-еланец Какырбаш, который стоял перед карателями «во многом собрании, вооружась с копьи и сайдаки, хотели побить их до смерти». Поручик Буткевич с верными башкирами уговаривал его, чтобы «они тех беглецов отдали, и он де Какирбаш, и Смаил мулла, и Киразман батыр с товарищы, увидав, что они едут, выехали к ним навстречу многолюдством в пансырях и со всяким воинским оружием и не допустя их до своих жилищ в Еланской волости в деревне, и хотели порутчика с тов. и (верных) башкирцев Яркея, и Клея, и Устюма с тов. побить до смерти… в той деревне сидели в осаде сутки и отошли от них отходом пешим».
Тептяри заселились по договорной записи от кыр-еланцев, составленной 21 мая 7201 (—5509=1692) г. Вот её содержание: «Се яз Илькей Ямметов сын Уфимского уезда Казанской дороги Кыриланской волости башкирец з братьями своими и з детьми, з племянниками дали есьмя сию запись той же дороги д. Кырканлы (сегодня Урмекеево) ясашному татарину Чурманяшу Аккильдину да детям его Русметю да Ильчимбетю да Илимбетко Чур-маняшевым в том, в нынешнем 7201 году 21 мая впредь вечно припустили мы, Илькей з братьями в вотчину свою»9. Ясачные татары, припущенные кыр-еланцами, стали тептярями, то есть они вышли из своего ясачного сословия, освободившись от всех его прав и обязанностей, и записались в новое сословие с новыми обязанностями и правами. Среди них, тептярей, оказались и башкиры-вотчинники д. Бикбулово Енейской волости Мен-зелинского уезда Оренбургской губернии. Это произошло в 1757 г. Еенейцы, став припущенниками кыр-еланцев, оказались зависимыми от вотчинников тептярями. Ещё до 1739 г. кыр-еланцы Зыян Байдашев и Утяс Натуров припустили в д. Какрыбашево башкир Тамьянской волости Асана Базина, Якупа Досеева, Авта-кая Усейнова «к поселению в свой повыток по р. Ику и другим урочищам». Затем часть припущенных тамьян-цев переселилась в д. Байракатуба по р. Сюнь. Так шло формирование тептярского населения деревни.
Перечислим имена отдельных жителей деревни. В 1814 г. на одном документе стояли подписи и тамги башкир-вотчинников: Ардуана Бакирова, Габдрахмана Курбангалеева, Хамидуллы Хайбуллина, Асфандияра Курбангалеева, Абдулгафара Сайфуллина, Калимуллы Гузаирова, а также тептярей Нигматуллы Урманаева, Мухаметгалия Кунафина, Ахметзяна Ибрагимова.
Таким образом, население деревни состояло главным образом из башкир-вотчинников и башкир-припущенников. Последние находились в составе тептярей, состоящих также и из татар.
В 1843 г. на 62 башкира было засеяно 8 пудов озимого и 128 пудов ярового хлеба. Только что начали культивировать картофель: было посажено 8 пудов.

## Население
| 2002 | 2009 | 2010 |
| ---- | ---- | ---- |
| 594  | ↗736 | ↗774 |

Национальный состав
Согласно переписи 2002 года, преобладающие национальности — башкиры (64 %), татары (30 %).

## Инфраструктура
Есть школа, детский сад, фельдшерско‑акушерский пункт, клуб, библиотека.

## Религия
В селе есть мечеть.

## Известные уроженцы
- Арсланов, Тимер Гареевич (1 мая 1915 — 19 марта 1980) — башкирский поэт-сатирик, член Союза писателей БАССР (1942), участник советско-финской и Великой отечественной войн[6][7][8].